# ロイター飛行
ロイター飛行（ロイターひこう、Loiter) とは、航空機における飛行の一場面のこと。着陸許可を待つときなど、ある一定の空域に留まっての飛行を指す。燃料を節約し、滞空時間を最大とするような操縦操作が行われる。単に「ロイター」と呼ばれることも多い。

## 概要
ロイターとは、道草を食う、ぶらぶらと歩く、時間をかけて旅をする、のらりくらりと過ごす、などの意の動詞であり、ロイターが行なわれる最も一般的な場面は、飛行場の上空付近で着陸の順番を待つときである。このほか、偵察機や対潜哨戒機といった軍用機では、偵察・監視といった作戦行動としてロイターが含まれることもある。航空機を設計する際や、飛行前の飛行計画（フライト・プラン）作成の際には、ロイターで消費する燃料の量も計算に入れておく必要がある。

## 滞空時間
多くの飛行時に考慮されるのが飛行距離の最大化であるのに対し、ロイター時には滞空時間の最大化（最適化）が必要とされる。
滞空時間は次のように求められる。燃料を消費するにつれて重量が小さくなるため、積分が必要になる。
- E (Endurance): 滞空時間
- C (specific fuel Consumption): 燃料消費率
- L (Lift): 揚力
- D (Drag): 抗力
- T (Thrust): 推力
- Wi (initial Weight): ロイター開始時の重量
- Wf (final Weight): ロイター終了時の重量

とする。
単位時間に燃やされる燃料 dW によって飛行できる滞空時間 dE は、
{\displaystyle {\frac {\mathrm {d} E}{\mathrm {d} W}}=-{\frac {1}{CT}}={\frac {1}{-CW}}\left({\frac {L}{D}}\right)}
で表される。ここで、定常水平飛行では揚抗比と推力を重量で割った値が等しいこと ( L/D = T/W ) を使った。dE を dW について積分して、
{\displaystyle E=\int _{W_{i}}^{W_{f}}{\frac {1}{-CW}}\left({\frac {L}{D}}\right)\,\mathrm {d} W=\int _{W_{f}}^{W_{i}}{\frac {1}{CW}}\left({\frac {L}{D}}\right)\,\mathrm {d} W=\left({\frac {L}{D}}\right)\left({\frac {1}{C}}\right)\ln \left({\frac {W_{i}}{W_{f}}}\right)}
を得る（ln は自然対数 (natural logarithm)）。
詳細は省くが、ジェット機の場合は揚抗比 (揚力と抗力の比 L/D) を最大にしたときに、プロペラ機の場合は出力を最小にした時に滞空時間は最大となる（このときの揚抗比は最大揚抗比の86.6 %）。

## エンジン停止

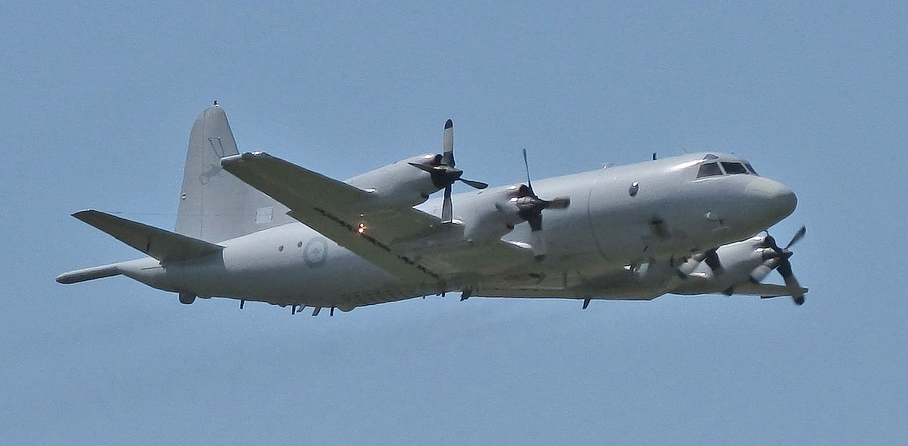
右端のエンジンを停止しフルフェザーにしたオーストラリア空軍のAP-3C

複数のエンジンを装備した航空機ではアイドリング状態でも燃料消費量が無視できないため、高度その他の条件を満たせばエンジン停止を行うこともある。これにより単位時間当たりの燃料消費量を下げることが可能となるが、これは航続距離を最長とするための航法とは異なる。すなわち、ロイター状態では速度が低く、高度もとれないので、この状態で巡航しても、その間に飛行できる距離は必ずしも最長とはならない。
プロペラ機ではエンジンが対応している場合、停止後にプロペラ角をフルフェザー（風とブレード面をほぼ平行）にすることで、抵抗を抑えることが可能なため有効であるが、ターボファンエンジンは停止しても内部のファンが内部に流入した空気で回転し抵抗となるためエンジンを停止せず出力を絞るだけに留める。

## 実例
旅客機におけるロイター
着陸する飛行場の上空で旋回待機する必要がある場合等においては、待機することそのものが目的であるから余分な燃料を消費しないような飛行を行う。条件が許せばエンジンを1基あるいは（4発機では場合により） 2基を停止させることがある。上空でのエンジン再始動には高度等各種の条件があることやエンジンの燃費性能が向上したため、現代の旅客機では基本的にエンジンの停止は行わない。
対潜哨戒機などにおけるロイター
特定海域や船舶の継続監視、潜水艦の探索など、同じ空域に長時間滞空する状況等においては、航空機の速度や機動性は重要でないため燃料を節約する航法が行われる。
航空機は燃料消費に伴い機体重量が次第に軽くなることで必要な揚力も減少するので、4発機であればはじめは 1基、次いで 2基のエンジン停止を行い、燃料消費を最少のものとする。